# Gare d'Iyoki
La gare d'Iyoki (伊与喜駅, Iyoki-eki) est une gare ferroviaire localisée dans la ville de Kuroshio, dans la préfecture de Kōchi au Japon. La gare est exploitée par la compagnie Tosa Kuroshio Railway, sur la ligne Nakamura.

## Situation ferroviaire
Établie à 19 mètres d'altitude, la gare d'Iyoki (TK29) est située au point kilométrique (PK) 18,1 de la ligne Nakamura (à voie unique et étroite 1 067 mm), entre les gares de Kaina et de Tosa-Saga.

## Histoire
- 18 décembre 1963 Ouverture de la gare  sur la ligne Nakamura de la Japanese National Railways
- 1er avril 1987 La Japanese National Railways est découpée en plusieurs sociétés, la JR Shikoku reprend cette partie de ligne
- 1er avril 1988 La gestion de la gare est confiée à la société Tosa Kuroshio Railway

## Service des voyageurs

### Accueil
Elle dispose d'un quai et d'une voie.
| N° de voie | Ligne         | Direction |
| ---------- | ------------- | --------- |
| 1          | ▆ TK Nakamura | Kubokawa  |
| 1          | ▆ TK Nakamura | Nakamura  |